# Хуайцзи
Хуайцзи́ (кит. упр. 怀集, пиньинь Huáijí) — уезд городского округа Чжаоцин провинции Гуандун (КНР).

## История
Уезд был создан в эпоху Южных и северных династий в 435 году, когда эти места находились в составе южной империи Сун.
После вхождения этих мест в состав КНР был образован Специальный район Сицзян (西江区专), и уезд вошёл в его состав. В 1952 году Специальный район Сицзян был расформирован, и уезд перешёл в состав Административного района Юэчжун (粤中行政区). В конце 1955 года было принято решение о расформировании Административных районов, и в 1956 году уезд вошёл в состав нового Специального района Гаояо (高要专区). В декабре 1959 года Специальный район Гаояо был переименован в Специальный район Цзянмэнь (江门专区). В 1961 году Специальный район Цзянмэнь был переименован в Специальный район Чжаоцин (肇庆专区). В 1970 году Специальный район Чжаоцин был переименован в Округ Чжаоцин (肇庆地区).
Постановлением Госсовета КНР от 7 января 1988 года округ Чжаоцин был преобразован в городской округ.

## Административное деление
Уезд делится на 18 посёлков и 1 национальную волость.